# Tolima
Tolima är ett av Colombias departement. Det ligger i västra Colombia i Colombias ander. Tolima gränsar till departementen Caldas, Cundinamarca, Huila, Cauca, Valle del Cauca, Risaralda och Quindío. Administrativ huvudort och största stad är Ibagué.
Delstaten skapades den 4 augusti 1886.

## Kommuner i Tolima
| - Provinsen Ibagué 1. Alvarado 2. Anzoátegui 3. Cajamarca 4. Coello 5. Espinal 6. Flandes 7. Ibagué 8. Piedras 9. Rovira 10. San Luis 11. Valle de San Juan - Provinsen Nevados 1. Casabianca 2. Herveo 3. Lérida 4. Líbano 5. Murillo 6. Santa Isabel 7. Venadillo 8. Villahermosa - Provinsen Northern 1. Ambalema 2. Armero (Guayabal) 3. Falan 4. Fresno 5. Honda 6. Mariquita 7. Palocabildo | - Provinsen Eastern 1. Carmen de Apicalá 2. Cunday 3. Icononzo 4. Melgar 5. Villarrica - Provinsen Southern 1. Ataco 2. Chaparral 3. Coyaima 4. Natagaima 5. Ortega 6. Planadas 7. Rioblanco 8. Roncesvalles 9. San Antonio - Provinsen Southeastern 1. Alpujarra 2. Dolores 3. Guamo 4. Prado 5. Purificación 6. Saldaña 7. Suárez |